# Миклош Хорти
Миклош Хорти од Нађбање (мађ. Vitéz Nagybányai Horthy Miklós; Кендереш, 18. јун 1868 — Есторил, 9. фебруар 1957) био је аустроугарски адмирал и регент Мађарске. У време Аустроугарске био је поморски официр, те заповедник крстарице „Навара“ и ратне флоте.
Хорти је започео своју војничку каријеру као поручник фрегате у Аустроугарској морнарици 1896. и уздигао се до чина адмирала 1918. Учествовао је у бици у Отрантским вратима и постао је врховни заповедник Аустроугарске морнарице последње године Првог светског рата. Након низа револуција и страних интервенција у Мађарској које су спровеле Румунија, Чехословачка и Краљевина СХС, Хорти се вратио у Будимпешту са Националном војском и успоставио регенство. Био је на челу национално-конзервативног режима у Мађарској у међуратном периоду, забранивши Мађарску комунистичку партију и Партију стреластог крста и водећи иредентистичку политику упркос Тријанонском споразуму. Краљ Карл је два пута неуспешно покушао да се врати Мађарску и мађарска влада је попустила под савезничким претњама о обнови непријатељства. Краљ Карл је британским ратним бродом испраћен из Мађарске у изгнанство.
Учествовао је у гушењу побуне морнара у Боки которској 1918. године.
Од 1. марта 1920. до 15. октобра 1944. служио је као регент Мађарске.
Увео је Мађарску у рат на страни Хитлера и учествовао у агресији на Југославију и Совјетски Савез.
Одговоран је за истребљење Јевреја и злочине над цивилима. У августу 1941. година Хортијева влада је наредила депортацију Јевреја из земље, а око 20 хиљада њих касније је убијено од стране немачких трупа.
У Југославији је проглашен за ратног злочинца због масовних ликвидација српских цивила у Војводини. Мађарски војници су одговорни за смрт или депортацију скоро 20 хиљада грађана Војводине. Један од најпознатијих злочина ове војске је масовно убиство Срба и Јевреја у јануару 1942. године познато као Рација у јужној Бачкој када је убијено преко три и по хиљаде људи.
Немци су га уклонили са власти и интернирали у октобру 1944. године, када је изразио спремност за потписивање примирја на почетку битке за Будимпешту. Тада су га одвели у Баварску где је био у затвору до краја рата.
После рата је учествовао на Нирнбершком процесу, а потом је отишао у Португал где је живео до краја живота - 1957. године.
Током 2000-их година у Мађарској је отпочео процес његове рехабилитације, а посебно током владавине десничарске владе на челу са Виктором Орбаном. Тако је 6. јуна 2012. године на Богословском факултету Реформатске цркве у Дебрецину откривена спомен-плоча Миклошу Хортију коју је осветио главни бискуп Мађарске. У насељу Ђомро главни трг је добио име по њему. Многи данашњи мађарски националисти и неофашисти називају га тзв. краљем Мађарске и исказују претензије за успостављање владавине тзв. династије Хорти.

## Младост и морнаричка каријера
Миклош Хорти је рођен у Кендерешу у старој калвинистичкој племићкој породици која је потицала од Иштвана Хортија, кога је за племића уздигао краљ Фердинанд II 1635. Његов отац Иштван Хорти је био земљопоседник и члан Дома магната, горњег дома Сабора Угарске. Оженио се Паулом Халаш 1857. Милош је био њихово четврто од осморо деце.
Хорти је примљен у аустроугарску Царску и краљевску поморску академију у Ријеци са 14 година Пошто је званични језик поморске академије био немачки, Хорти је причао мађарски са мањим, али приметним аустро-немачким акцентом до краја свог живота. Такође је причао италијански, хрватски, енглески и француски језик.
Као младић, Хорти је путовао по свету и служио је као дипломата Аустроугарске у Османском царству и другим државама. Хорти се оженио Магдолном Пургли у Араду 1901. Имали су четворо деце: Магдолну (1902), Паулу (1903), Иштвана (1904) и Миклоша (1907). Од 1911. до 1914. био је ађутант цара Франца Јозефа.